# Schneidkeramik
Schneidkeramiken sind keramische Schneidstoffe, also keramische Werkstoffe für Fräswerkzeuge, Drehmeißel und Bohrer. Aus Schneidkeramiken werden üblicherweise Wendeschneidplatten gefertigt, die als Schneiden in den Werkzeugen fungieren. Schneidkeramiken sind selbst bei hohen Temperaturen härter und verschleißfester als die Hartmetalle, aber dafür bruchempfindlicher und teurer. Mit Schneidkeramiken sind daher höhere Schnittgeschwindigkeiten möglich, Vorschub und Schnitttiefe müssen aber reduziert werden. Noch härter, verschleißfester und teurer sind Werkzeuge aus Bornitrid. Schneidkeramiken werden vor allem eingesetzt in der Luft- und Raumfahrt sowie Automobilbranche bei der Serienproduktion von Werkstücken aus Gusseisen und schwer zerspanbaren Werkstoffen wie hochfester Stahl und Nickel.
Schneidkeramiken werden aus Keramikpulvern gesintert. Im Gegensatz zu den Hartmetallen kommt dabei kein Bindemetall zum Einsatz, was die höhere Warmhärte und geringere Festigkeit bewirkt. Versuche, keramische Pulver mit einem Bindemetall zu sintern, waren erfolglos.
Es werden nach der Zusammensetzung zwei Gruppen unterschieden:
- Aluminiumoxid-Schneidkeramiken. Sie sind härter, verschleißfester und bruchempfindlicher als die Siliciumnitrid-Keramiken. Außerdem sind sie anfällig gegenüber wechselnden Temperaturen. Aluminiumoxid wird auch für Schleifscheiben genutzt und dort als Korund bezeichnet.
  - Rein oxidische Schneidkeramik (Reinkeramik). Sie besteht selten ausschließlich aus Aluminiumoxid, meist enthält sie noch bis 15 % Zirconiumoxid, das die Festigkeit verbessert.
  - Mischkeramik. Sie enthält auch nicht-oxidische Hartstoffe wie Titancarbid. Dadurch erhöht sich die Härte und Verschleißfestigkeit, weshalb sie geeignet sind, um damit gehärteten Stahl zu bearbeiten (Hartzerspanen). Wegen der höheren Wärmeleitfähigkeit sind sie weniger temperaturwechselempfindlich. Sie sind aufwendiger zu fertigen, teurer und die herstellbaren Werkzeugformen sind begrenzt.
  - Whiskerverstärkte Schneidkeramik. Enthält Whisker – winzige Kristalle – aus Siliciumcarbid, die die Festigkeit und Wärmeleitfähigkeit erhöhen.
- Siliciumnitrid-Schneidkeramiken. Sie sind fester, weniger bruchempfindlich und weniger temperaturwechselanfällig. Sie eignen sich auch zum Fräsen und den Einsatz von Kühlschmiermittel. Zur Bearbeitung von Stahl eignen sie sich nicht, da sie chemische Reaktionen eingehen.
  - Reine Siliciumnitrid-Schneidkeramik
  - SiAlON (Silizium-Aluminiumoxid-Nitrid).[1] Enthält Zusätze von Aluminiumoxid.
  - Beschichtete (Siliciumnitrid-)Schneidkeramik

Nach ISO 513 werden folgende Gruppen unterschieden. Das Kürzel beginnt immer mit einem 'C' (engl. Ceramics):
- CA: Aluminiumoxid-Schneidkeramik
- CM: Mischkeramik
- CR: Whiskerverstärkte Keramik (reinforced = verstärkt)
- CN: Siliciumnidrid-Schneidkeramik (Nitrid)
- CC: Beschichtet (coated = beschichtet)

## Geschichte
Aluminiumoxid-Keramiken wurden erstmals in den 1930er Jahren vorgestellt. Da sie noch keine Zusätze von Zirconiumdioxid enthielten waren sie sehr bruchempfindlich und setzten sich nicht durch. Die entscheidenden Entwicklungen für sämtliche Schneidkeramiken stammen aus den 1980er Jahren. Gegenüber den zuvor gebräuchlichen Hartmetallen wurden damit deutlich höhere Schnittgeschwindigkeiten möglich. Zusammen mit den etwa zeitgleich entstandenen Bornitrid-Schneidstoffen konnte auch erstmals gehärteter Stahl durch Drehen, Bohren oder Fräsen bearbeitet werden. Zuvor war dies nur durch Schleifen möglich.

## Herstellung
Alle Schneidkeramiken werden aus Pulvern gesintert. Die Details unterscheiden sich vor allem zwischen der Oxidkeramik und der Nitridkeramik. Ausgangsstoff ist immer Pulver. Der letzte Arbeitsschritt ist immer das Schleifen mit Diamantwerkzeugen, bei dem die endgültige Form und Oberflächenqualität festgelegt wird.
Bei den Schneidkeramiken aus Aluminiumoxid dient ein Pulver aus Aluminiumoxid als Ausgangsstoff, das mit Pulvern vermengt wird, die Zirconiumoxid, Titancarbid oder Whisker enthalten. Das Pulver wird dann in Formen gefüllt und entweder kalt gepresst und anschließend gesintert oder in einem einzigen Schritt bei hohem Druck gepresst und gesintert. Nach dem Kaltpressen können die Werkzeuge noch durch Bohren bearbeitet werden.
Bei Schneidkeramiken aus Siliciumnitrid kann Pulver aus Silicium verwendet werden. Es reagiert dann während des Sinterns mit dem Stickstoff aus der Luft zu Siliciumnitrid. Stattdessen kann auch Siliciumnitridpulver verwendet werden. Sie werden zu großen Platten gepresst, aus denen die Werkzeuge durch Laserschneiden herausgetrennt werden.

### Herstellung von Aluminiumoxid-Schneidkeramiken
Als Ausgangsstoff dient Pulver aus Aluminiumoxid, dem geringe Mengen an Sinterhilfsmitteln wie Magnesiumoxid zugesetzt werden, das die Lücken zwischen den Keramikpartikeln schließt. Es wird mit den gewünschten Anteilen an Zirconiumoxid (für die reine Oxidkeramik), Titancarbid und Titannitrid für die Mischkeramik oder Whiskern für die whiskerverstärkte Keramik vermengt. Gemeinsam werden sie gemahlen. Bei diesem als Attritieren bezeichneten Vorgang wird die Rieselfähigkeit erhöht und Verklebungen (Agglomerate) von mehreren Partikeln aufgelöst. Die Korngröße wird bei der Herstellung der Pulver festgelegt und durch das Mahlen nicht mehr beeinflusst. Das Pulver wird dann in Formen gefüllt.
Für die Weiterverarbeitung gibt es mehrere Alternativen: Das Heißpressen, bei dem bei hoher Temperatur verdichtet wird und das Werkzeug in einem einzigen Schritt fertiggestellt wird, sowie das Sprühtrocknen, Kaltpressen, Sintern und gegebenenfalls noch heißisostatisches Pressen.
Bei der älteren Variante wird das Pulver zunächst durch Sprühtrocknen bearbeitet, danach in die Formen gefüllt und bei Raumtemperatur und Drücken von einigen hundert Bar kalt gepresst. Der so entstandene Grünling hat schon eine feste Form, kann aber noch durch Bohren und andere Trennverfahren bearbeitet werden. Auf diese Weise können beispielsweise Bohrungen eingearbeitet werden, mit denen die Wendeplatten festgeschraubt werden können, was jedoch bei den reinen Oxidkeramiken wegen der hohen Sprödheit nicht sinnvoll ist. Nach dem Kaltpressen erfolgt das Sintern bei Raumdruck und Temperaturen von 1500 °C bis 1800 °C. Die einzelnen Partikel des Pulvers wachsen dabei zusammen und sind dann fest miteinander verbunden. Um die Porosität weiter zu senken, können sie durch heißisostatisches Pressen weiterbearbeitet werden. Dazu muss jedoch zumindest an der Oberfläche ein porenfreies Gefüge vorliegen.

### Herstellung von Siliciumnitridkeramiken
Bei Siliciumnitridkeramiken kann reines Siliciumpulver als Ausgangsstoff dienen. Es wird bei hohen Temperaturen und Drücken gesintert und reagiert dabei mit dem Stickstoff aus der Luft zu Siliciumnitrid. Das Ergebnis wird als reaktionsgebundenes Siliciumnitrid bezeichnet. Ebenso möglich ist die Verwendung von Siliciumnitridpulvern.
Die Siliciumnitridkeramiken müssen immer mit Überdruck gesintert werden, da sie sonst in Stickstoff und Silicium zerfallen. Da Siliciumnitrid nadelförmige Kristalle bildet, die den Werkstoff nie vollständig ausfüllen, sondern immer Poren freilassen, müssen die Nitridkeramiken immer mit einem Sinterhilfsmittel gesintert werden. Genutzt wird Yttrium-, Magnesium- und Siliciumoxid, die eine silicatische Glasphase bilden und als Bindephase fungieren. Diese Stoffe haben keinen Schmelzpunkt, sondern erweichen allmählich bei der Erwärmung, sie bestimmen somit die Hochtemperatureigenschaften. Wenn die Keramiken noch durch Tempern behandelt werden, können sich die Glasphasen in Kristalle umlagern, was zu einer erhöhten Festigkeit und Härte bei hohen Temperaturen führt.
Die Siliciumnitridkeramiken werden zu großen Platten gepresst, aus denen mit einem Laser die einzelnen Wendeschneidplatten herausgeschnitten werden. Dies ist möglich, da Siliciumnitrid nicht schmilzt, sondern bei 1900 °C sublimiert.

## Eigenschaften
Die Schneidkeramiken weisen folgende Eigenschaften auf. Zum Vergleich ist noch eine für die Stahlbearbeitung geeignete Hartmetallsorte angegeben.
|                                      | Hartmetall (WC-Co, P10) | Oxidkeramik (3,5 % ZrO2) | Oxidkeramik (15 % ZrO2) | Whiskerverstärkte Oxidkeramik (15 % ZrO2, 20 % SiC-Whisker) | Mischkeramik (10 % ZrO2, 5 % TiC) | Mischkeramik (30 % Ti(C, N)) | Siliziumnitrid-Keramik (10 % Y2O3) | Sialon (gesintert) |
| ------------------------------------ | ----------------------- | ------------------------ | ----------------------- | ----------------------------------------------------------- | --------------------------------- | ---------------------------- | ---------------------------------- | ------------------ |
| Dichte [g/cm³]                       | 10,6                    | 4                        | 4,2                     | 3,7                                                         | 4,1                               | 4,3                          | 3,3                                | –                  |
| Vickershärte                         | 1560                    | 1730                     | 1750                    | 1900                                                        | 1730                              | 1930                         | 1750                               | 1870               |
| Biegefestigkeit [N/mm²]              | 1700                    | 700                      | 800                     | 900                                                         | 650                               | 620                          | 800                                | 800                |
| Druckfestigkeit [N/mm²]              | 4500                    | 5000                     | 4700                    | –                                                           | 4800                              | 4800                         | 2500–5500                          | 3500               |
| E-Modul [1000 N/mm²]                 | 520                     | 380                      | 410                     | 390                                                         | 390                               | 400                          | 280–320                            | –                  |
| Bruchzähigkeit KIC [Nm1/2/mm²]       | 8,1                     | 4,5                      | 5,1                     | 8                                                           | 4,2                               | 4,5                          | 7                                  | 6,5                |
| Wärmeleitfähigkeit [1/(1.000.000 K)] | 25                      | 8                        | 8                       | –                                                           | 8                                 | 8                            | 3,4                                | –                  |
| Farbe                                | metallisch              | Weiß                     | Weiß                    |                                                             | schwarz                           | grau                         |                                    |                    |

## Oxidische Schneidkeramiken (Aluminiumoxid-Basis)

### Reine Oxidkeramiken
Oxidkeramiken haben eine weiße bis hellrosa Farbe und bestehen überwiegend aus Aluminiumoxid. Dieser Werkstoff ist auch bei hohen Temperaturen sehr hart und chemisch beständig. Während bei den Hartmetallen ab Temperaturen von 900 °C die Härte stark nachlässt und der Verschleiß zunimmt, bleiben Aluminiumoxid-Schneidkeramiken auch bei über 1200 °C hart und verschleißfest. Angewendet werden sie für die Bearbeitung von Stahl und Gusseisen beim Drehen. Wegen ihrer hohen Sprödheit und geringen Bruchfestigkeit, neigen sie unter stoßartigen Belastungen zum Bruch. Außerdem ist die Wärmeleitfähigkeit relativ gering und die Wärmedehnung hoch, sodass es bei wechselnden Temperaturen zu inneren Spannungen kommt die das Werkzeug zerstören. Die Thermoschockfestigkeit ist gering. Typische Verschleißformen bei wechselnden Temperaturen sind Kammrisse. Wegen der Empfindlichkeit gegenüber wechselnden Temperaturen und schwankenden Kräften werden sie nicht beim Fräsen genutzt und auch nicht mit Kühlschmiermittel. Wegen der hohen Warmhärte und -festigkeit können sie aber auch ohne Kühlschmiermittel zur Trockenbearbeitung eingesetzt werden.
Technisch reines Aluminiumoxid wird wegen der geringen Festigkeit und hohen Bruchempfindlichkeit nicht mehr genutzt. Moderne Keramiken enthalten bis 15 % Zirconiumdioxid, welches in feinen Partikeln im Werkstoff verteilt ist. Diese Teilchen wandeln sich, je nach Teilchengröße bei Temperaturen von 1400 °C bis 1600 °C (also bei Sintertemperatur) um. Oberhalb liegen sie in einer tetragonalen Gittermodifikation mit relativ geringer Dichte vor, unterhalb in einer monoklinen die eine größere Dichte aufweist. Mikrorisse, die sich ohne die Zirconiumdioxid-Teilchen schnell ausbreiten würden und so zu Bruch führen würden, treffen nach kurzen Strecken auf die Zirconiumdioxid-Teilchen und enden dort.

### Mischkeramiken
Mischkeramiken sind schwarz und enthalten zwischen 5 und 40 % nichtoxidische Bestandteile, meist Titancarbid (TiC) oder Titancarbonitrid (TiCN). Da die Hartstoffe das Kornwachstum des Aluminiumoxids begrenzen, weisen sie ein sehr feines Gefüge mit mittleren Korngrößen von unter 2 µm, teilweise sogar unter 1 µm auf. Dieses feine Gefüge führt zu höheren Festigkeiten und höherem Verschleißwiderstand. Die Zusatzstoffe erhöhen auch die Wärmeleitfähigkeit, so dass Mischkeramiken mit Kühlschmierstoff genutzt werden können. Sie sind geeignet für die Hartzerspanung von gehärteten Stählen, was unter anderem für die Bearbeitung von Wälzlagern genutzt wird, sowie bei Zahnrädern, Antriebsrädern und Tellerrädern und bei der Bearbeitung von Gusseisen mit hohen Schnittgeschwindigkeiten. Bei der Hartbearbeitung konkurrieren die Mischkeramiken mit den Bornitrid-Werkzeugen.

### Whiskerverstärkte Keramiken
Whiskerverstärkte Keramiken enthalten neben Aluminiumoxid und Zirconiumdioxid noch Whisker aus Siliciumcarbid. Dies sind winzige stäbchenförmige Einkristalle, die eine sehr hohe Festigkeit aufweisen. Whiskerverstärkte Keramiken haben eine gegenüber den Mischkeramiken etwa 60 % höhere Bruchzähigkeit. Außerdem erhöhen sie die Wärmeleitfähigkeit, sodass Kühlschmierstoff genutzt werden kann. Siliciumnitrid geht chemische Verbindungen mit Stahl ein, was die Anwendung einschränkt.

## Nichtoxidische Schneidkeramiken (Siliciumnitrid-Basis)
Schneidkeramiken auf Basis von Siliciumnitrid weisen gegenüber der Oxidkeramik höhere Festigkeiten auf, sind zäher, weniger bruchempfindlich und weniger thermoschockempfindlich. Sie können daher zum Fräsen genutzt werden, mit Kühlschmiermitteln und allgemein für wechselnde Beanspruchungen. Nachteilig ist, dass sie chemisch mit Stahl reagieren und sehr schnell verschleißen. Für die Stahlbearbeitung können die reinen Siliciumnitrid-Keramiken daher nicht genutzt werden. Weiterentwicklungen, die Sialone und die Beschichteten Keramiken, versuchen diesen Nachteil auszugleichen.

### Siliciumnitrid-Schneidkeramiken
Siliciumnitrid-Schneidkeramiken enthalten noch größere Mengen an Sinterhilfmitteln, um die Lücken zwischen den stäbchenförmigen Siliciumnitrid-Kristallen zu schließen. Genutzt wird meist Yttriumoxid und Magnesiumoxid. Die Siliciumnitrid-Kristalle erstarren in einer hexagonalen Modifikation und führen wegen ihrer Stäbchenform zu höheren Festigkeiten gegenüber den kugeligen Aluminiumoxid-Keramiken. Die Wärmeausdehnung ist geringer, was zu einer geringeren Anfälligkeit für Thermoschock führt. Die Bindephase (Yttriumoxid) bildet Glasphasen aus, die bei hohen Temperaturen erweichen, was die nutzbaren Schnittgeschwindigkeiten begrenzt.
Angewendet werden sie für die Bearbeitung von Grauguss, Nickelbasis-Werkstoffen.

### Sialon
Sialon (Si-AlO-N, SIALON) besteht hauptsächlich aus Siliciumnitrid und enthält Zusätze von Aluminiumoxid und weitere Sinterhilfsmittel. Sie sind chemisch beständiger gegenüber Eisenwerkstoffen und werden zu deren Bearbeitung genutzt. Bei Grauguss sind Schnittgeschwindigkeiten bis 600 m/min erreichbar.

### Beschichtete Schneidkeramiken
Um die guten mechanischen Eigenschaften der Siliciumnitrid-Keramiken auch für die Zerspanung von Stahl nutzen zu können, werden manche Keramiken beschichtet. Oxidkeramiken werden nicht beschichtet. Als Schichtstoffe kommen Titannitrid (TiN), Titancarbid (TiC), Titancarbonitrid (TiCN) und Aluminiumoxid sowie Kombinationen daraus zum Einsatz.